# ناصر مكارم الشيرازي
ناصر بن محمد كريم بن محمد باقر مكارم الشيرازي (1342 هـ شيراز - الآن) هو مرجع شيعي إيراني معاصر. كان له دور فعّال في الثورة الإسلامية الإيرانية، فتعرض للنفي إلى عدد من المدن النائية، وكذلك يعد اليوم من أبرز القيادات الدينية في إيران.

## ولادته ونشأته
ولد الشيرازي سنة 1342 هـ (الموافقة لسنة 1924)، بمدينة شيراز في جنوب إيران، في أسرة متدينة، وقد کان جدّه الأکبر محمد باقر من تجار مدينة شيراز، حیث کان یشتغل بالتجارة فی محلة «سراي نو» في شيراز، وکان يرتدي لباساً شبيهاً بلباس رجال الدین ويشارك باستمرار في صلاة الجماعة في «مسجد مولاي» في شيراز، وکان جدّه محمد کریم - ابن محمد باقر - یرتدي العمامة أيضاً، ولكنّه فی أثناء عمله في السوق کان يلبس قبعة على رأسه، وقد اشتغل موظفاً أيضاً في «سوق الجمارك» ثم في «سوق وكيل»، وکان ملتزماً بالاشتراك فی صلاة الجماعة فی «مسجد مولاي» وکانت له علاقة وطیدة بالمرجع محمد جعفر المحلاتي - والد المرجع بهاء الدین المحلاتي -، وکذلك کانت له علاقة بآية الله محمد جعفر الطاهري.
أكمل دراسته الابتدائية والثانوية في شيراز، بدأ الدروس الدينية بشكل رسمي في سن الرابعة عشر تقريباً وذلك في «مدرسة آقا بابا خان شيراز»، فدرس شيئاً من الصرف والنحو والمنطق والمعاني والبيان والبديع، ثم عكف على الفقه والأصول، فتمكن أن ينهي جميع دروس «المقدمات» و«السطوح الوسطى» و«السطوح العالية» في أقل من أربع سنوات، كان خلالها كذلك يقوم بتدريس جماعة من طلبة الحوزة بشيراز.

## التعمق في الدراسة الدينية
بدأ الشيرازي بالتعمق في دراسته الدينية، ولم يكن قد تجاوز الثامنة عشر من عمره حين كتب حاشية على «كفاية الأصول». وقد هاجر حينها إلى مدينة قم للالتحاق بحوزتها، وتتلمذ لمدة خمس سنوات تقريباً على بعض أساتذتها الكبار حسين البروجردي. ثم إنه هاجر إلى العراق ، للالتحاق بحوزة النجف وحضر دروس أساتذتها أمثال: محسن الحكيم، وأبو القاسم الخوئي، وعبد الهادي الحسيني الشيرازي.
في سن الرابعة والعشرين حاز على إجازة الاجتهاد المطلق من اثنين من المراجع في النجف، كما سجّل المرجع محسن الحكيم تقريظاً قصيراً على تقريرات الشيرازي لدرس الفقه «أبواب الطهارة». استمر بالدراسة في النجف حتى شهر شعبان 1370 هـ، حين أجبرته قلّة الإمكانيات المتاحة على العودة إلى إيران والنزول بمدينة قم.
بعد عودته إلى إيران، عكف الشيرازي على تدريس «السطوح العالية» ثم «البحث الخارج» في الأصول والفقه منذ 33 سنة تقريباً، وقد درّس أربع دورات كاملة لبحث خارج الأصول وألف الكثير من الكتب الفقهية المهمة بعد تدريسها.

## دوره في الثورة الإسلامية الإيرانية
لقد كان له دور فعّال في الثورة الإسلامية، الأمر الذي كلّفه الاعتقال في سجون الشاه والنفي إلى (جابهار) و(مهاباد) و(انارك) كما كانت له مشاركة مؤثرة مع الخبراء الأوائل في تدوين القانون الأساسي.

## مؤلفاته
- مديريت فرماندهى در إسلام، باللغة الفارسية.
- معاد وجهان بس از مرك، باللغة الفارسية.
- التعزیر وحدوده، باللغة الفارسية.
- الحیل الشرعیة والحلول لصحیحة، باللغة الفارسية.
- مجموعه استفتائات جديد، باللغة الفارسية.
- أحكام نوجوانان، باللغة الفارسية.
- أحکام الشباب، باللغة الفارسية.
- أحکام النساء، باللغة الفارسية ـ العربیة
- ألف مسألة فقهیة، باللغة الفارسية، العربیة، الانجلیزیة، الصینیة، الاوردیة، الروسیة والترکیة الآذریة.
- نفحات الولاية في شرح نهج البلاغة.
- آيات الولاية في القرآن
- امثال القرآن.
- نفحات القرآن.
- الأخلاق في القرآن.
- تعليقات على العروة الوثقى. يحتوي تعليقاته على مسائل كتاب «العروة الوثقى» لمحمد كاظم الطباطبائي اليزدي.
- الأمثل في تفسير كتاب الله المنزل.
- دروس في الحیاة جديد.
- التسويق الهرمي.
- حكم الأضحية في عصرنا.
- الربا والبنك الإسلامي.
- الخطوط الأساسية للاقتصاد الإسلامية.
- زبدة الأحكام.
- أنوار الأُصول.
- الفتاوي الجديدة.
- القواعد الفقهية.
- رسالة توضيح المسائل.
- اجوبة المسائل الشرعيّة.
- دروسٌ في العقائد الإسلاميّة.
- مائة وثمانون سؤالا وجوابا.
- مسائل مهمّة حول رؤيت الهلال.
- مناسك الحج.
- أنوار الفقاهة.
- أنوار الفقاهة کتاب الخمس والانفال.
- أنوار الفقاهة کتاب الحدود والتّعزیرات.
- انوار الفقاهة في احكام العترة الطاهرة: كتاب التجارة، المكاسب المحرّمه.
- الوهابیة علي مفترق طريقين.
- الشيعة، شبهات وردود.
- الشيعة واليهود ونقطة الالتقاء.
- معاد وعالم بعد الموت.
- الاتصال بالارواح.

## الصور

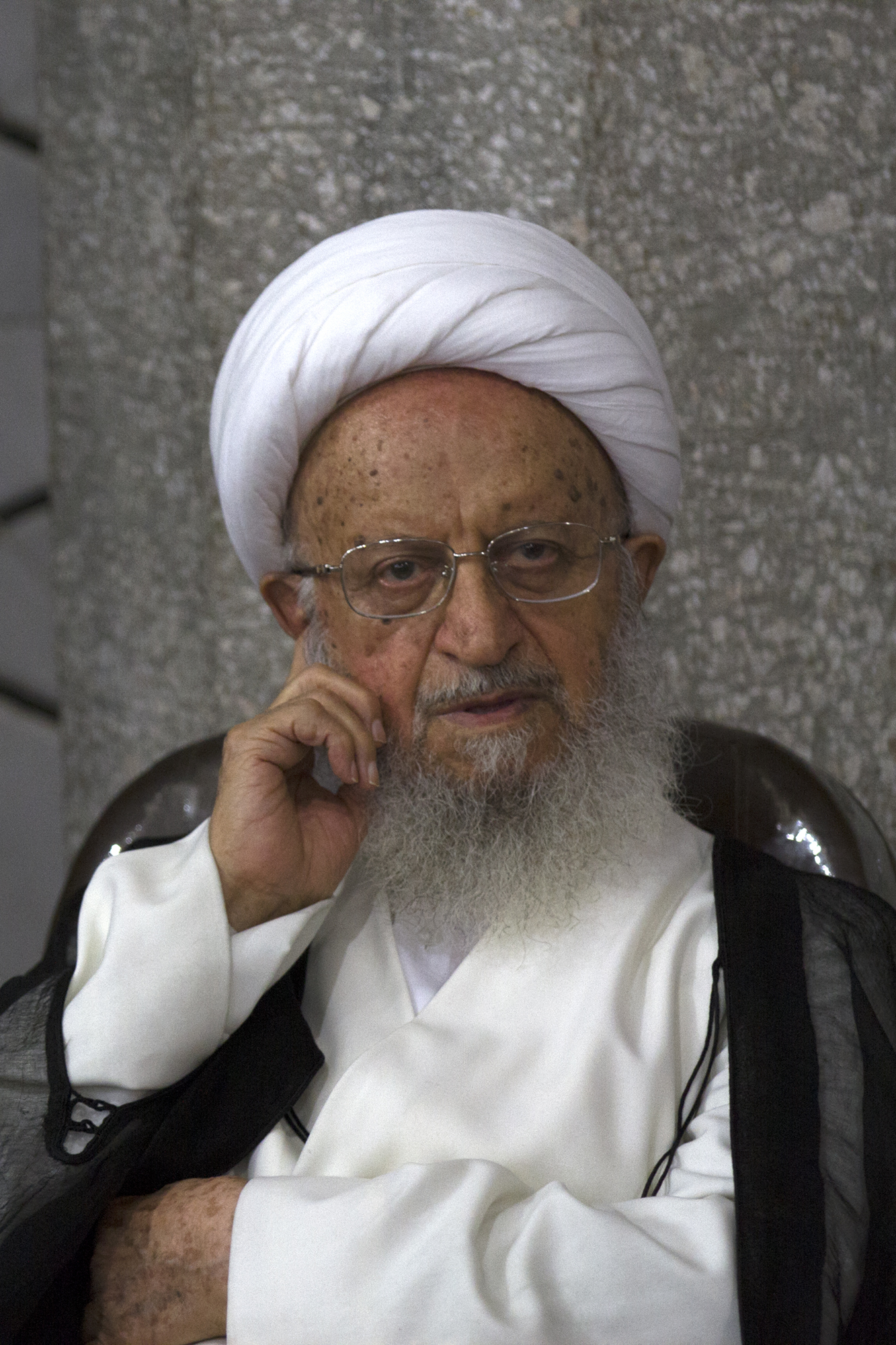
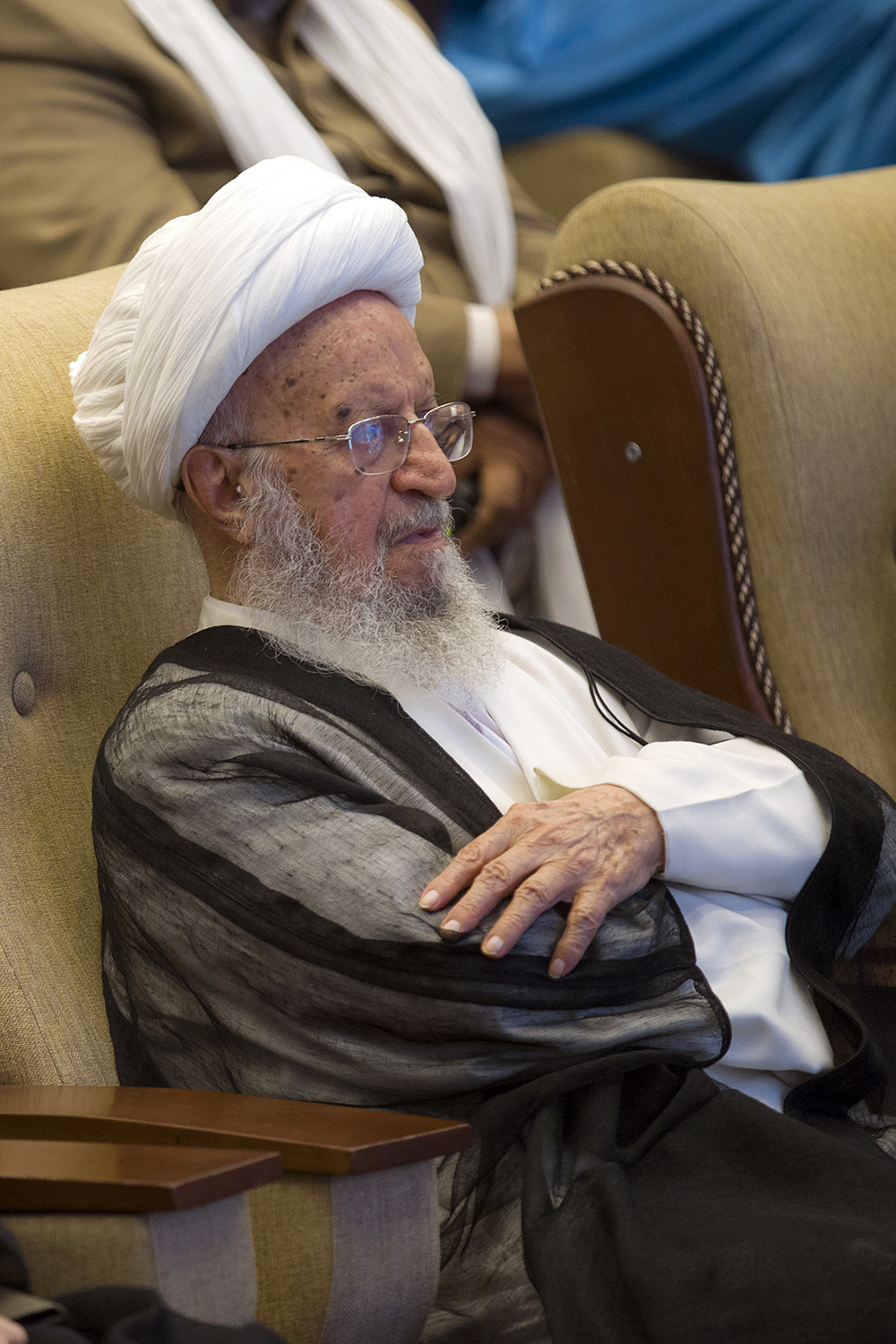
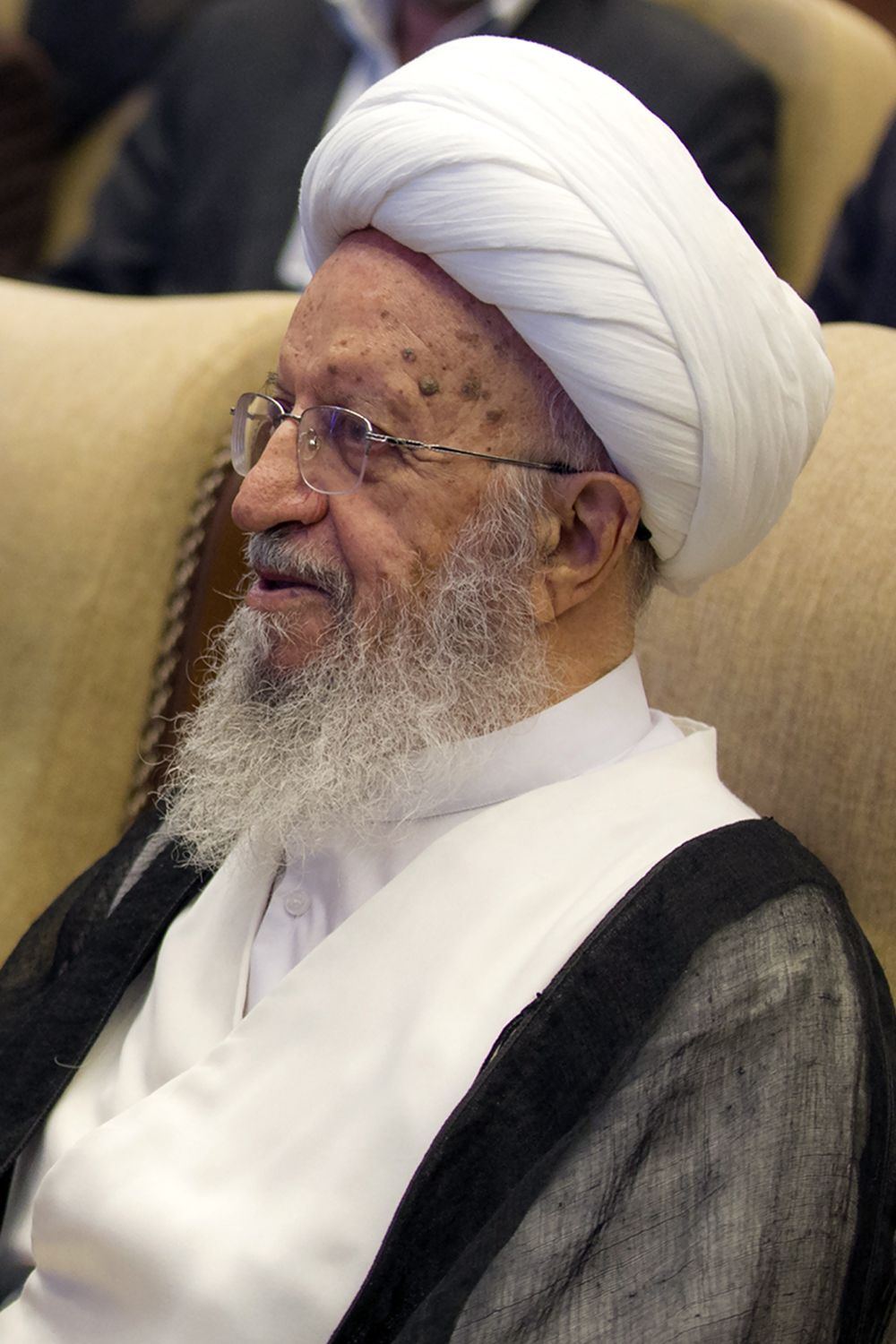
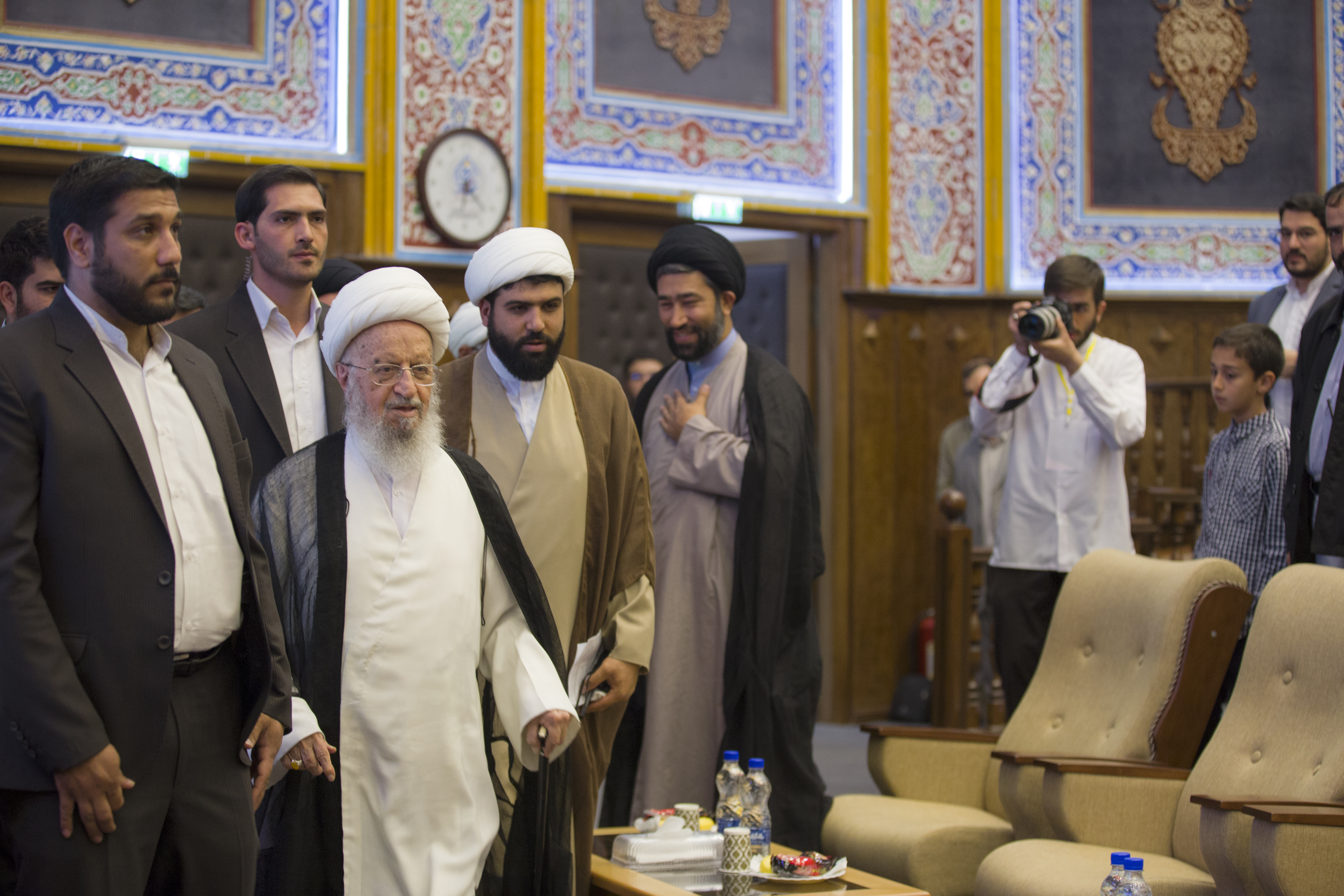
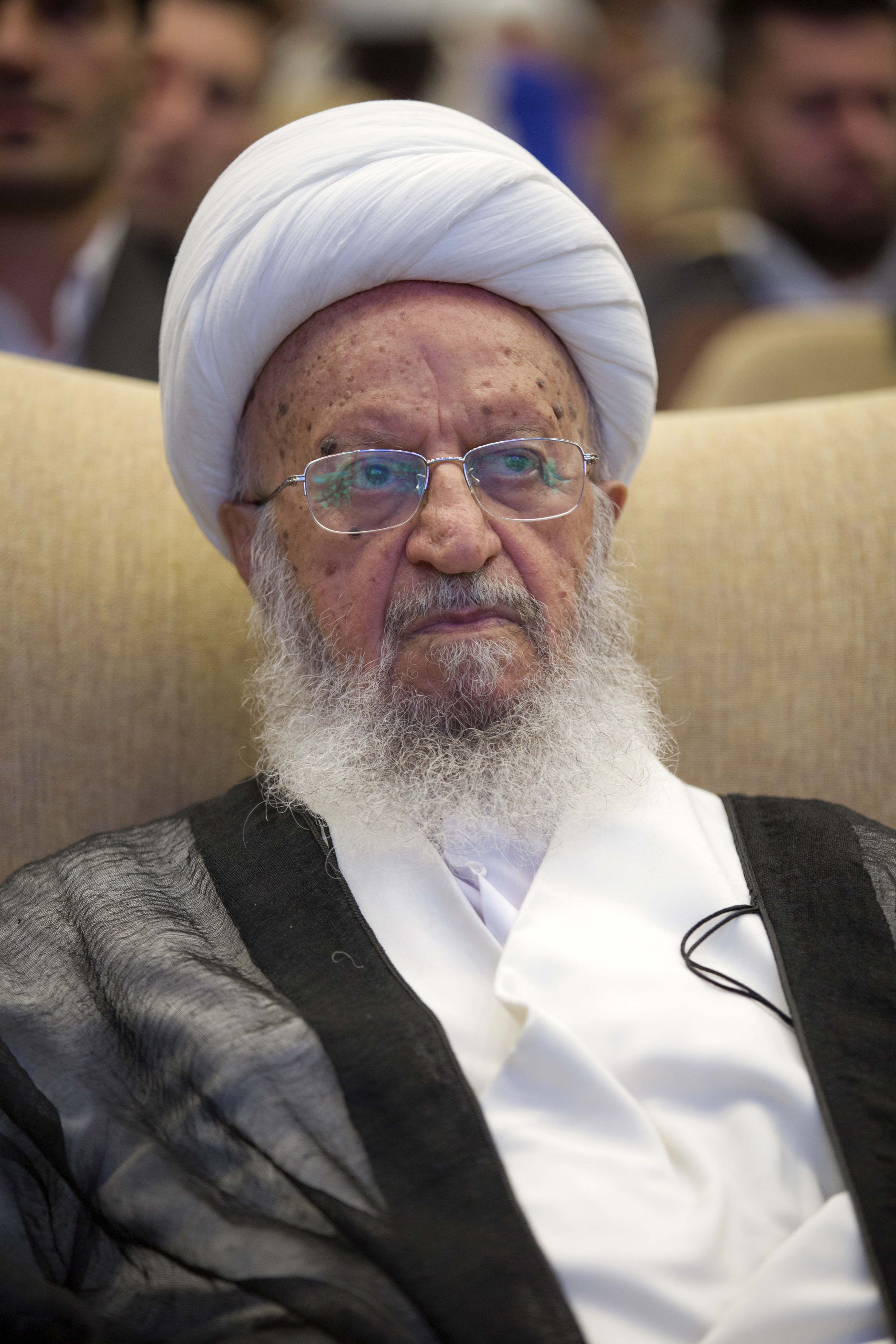
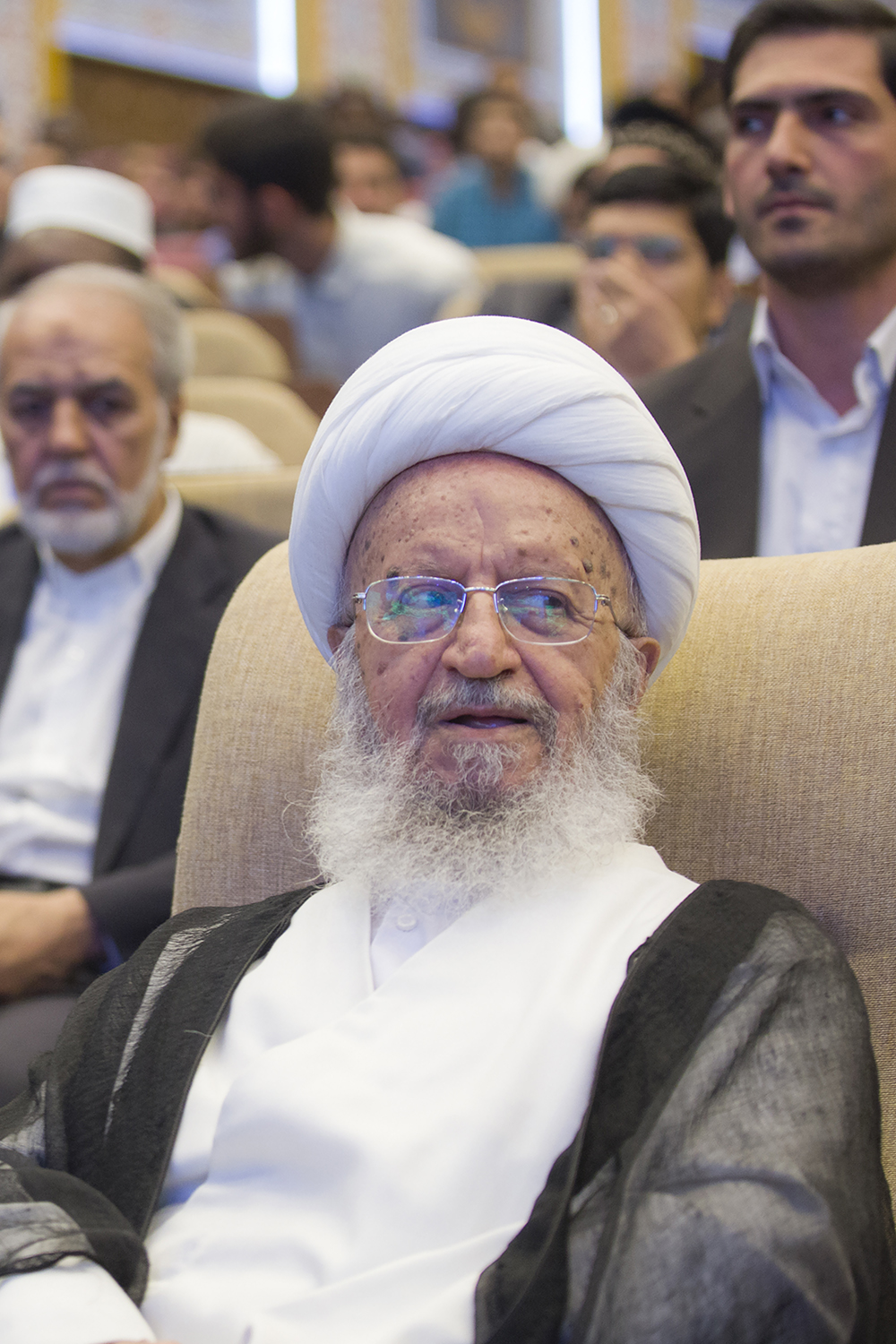
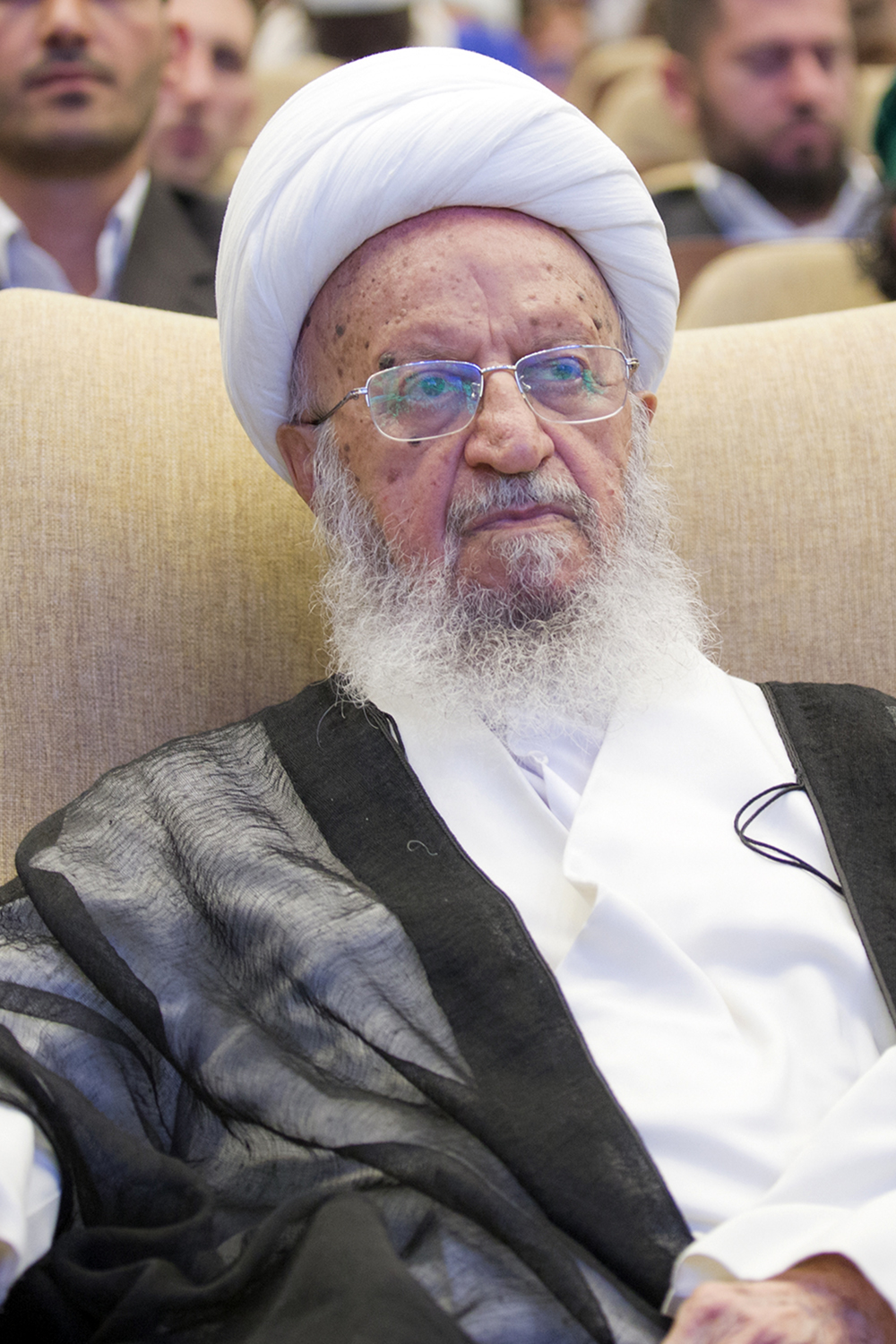
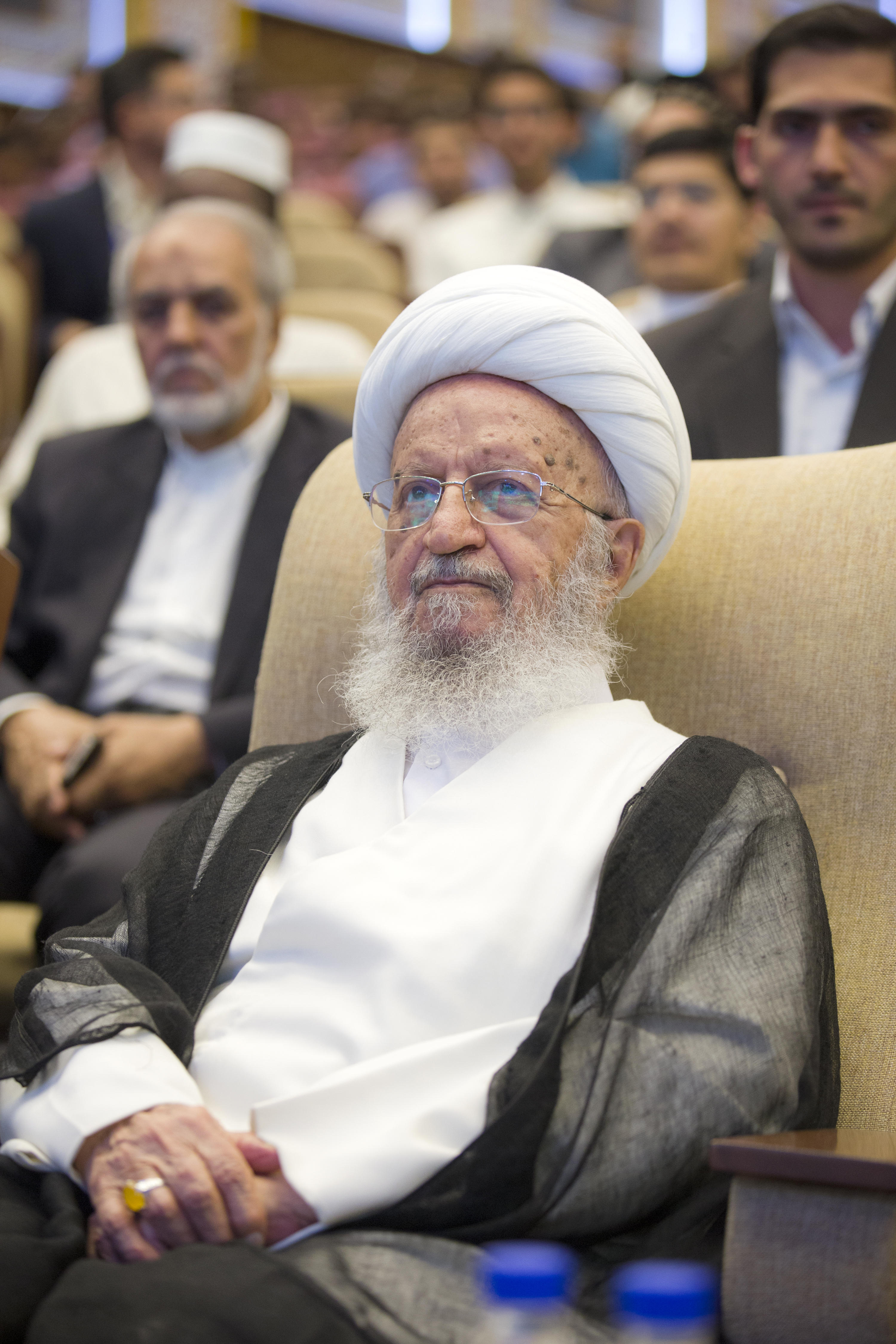
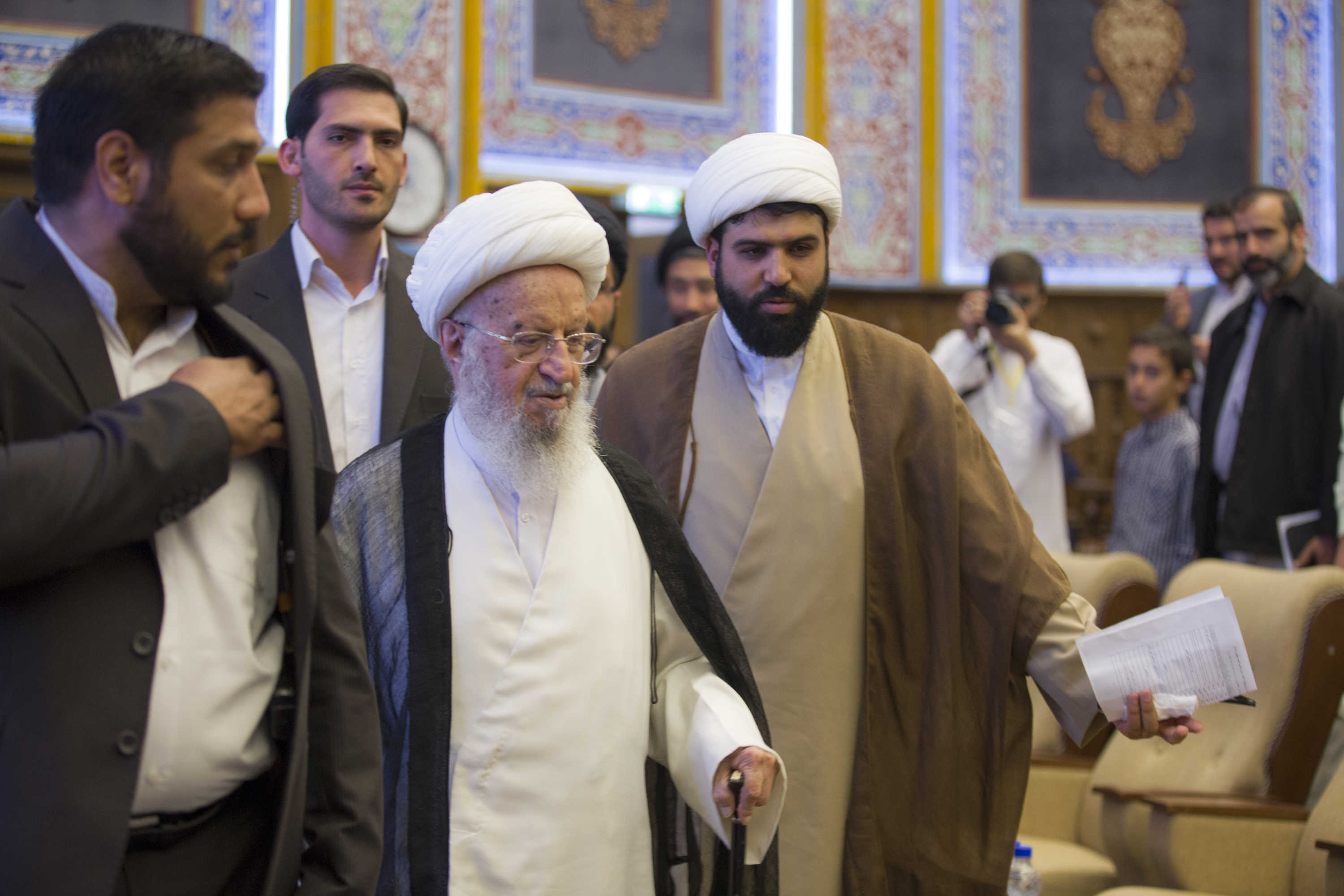
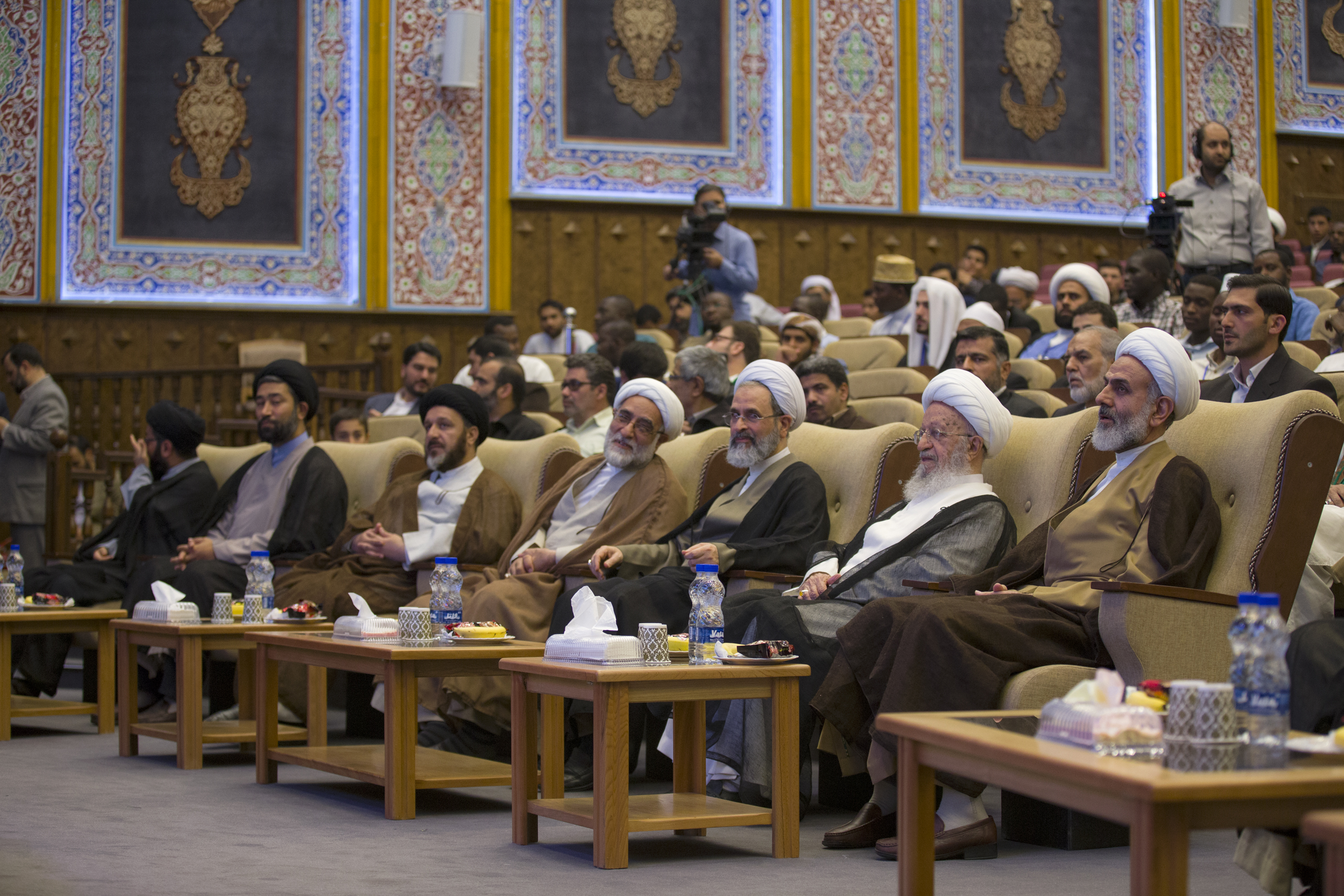
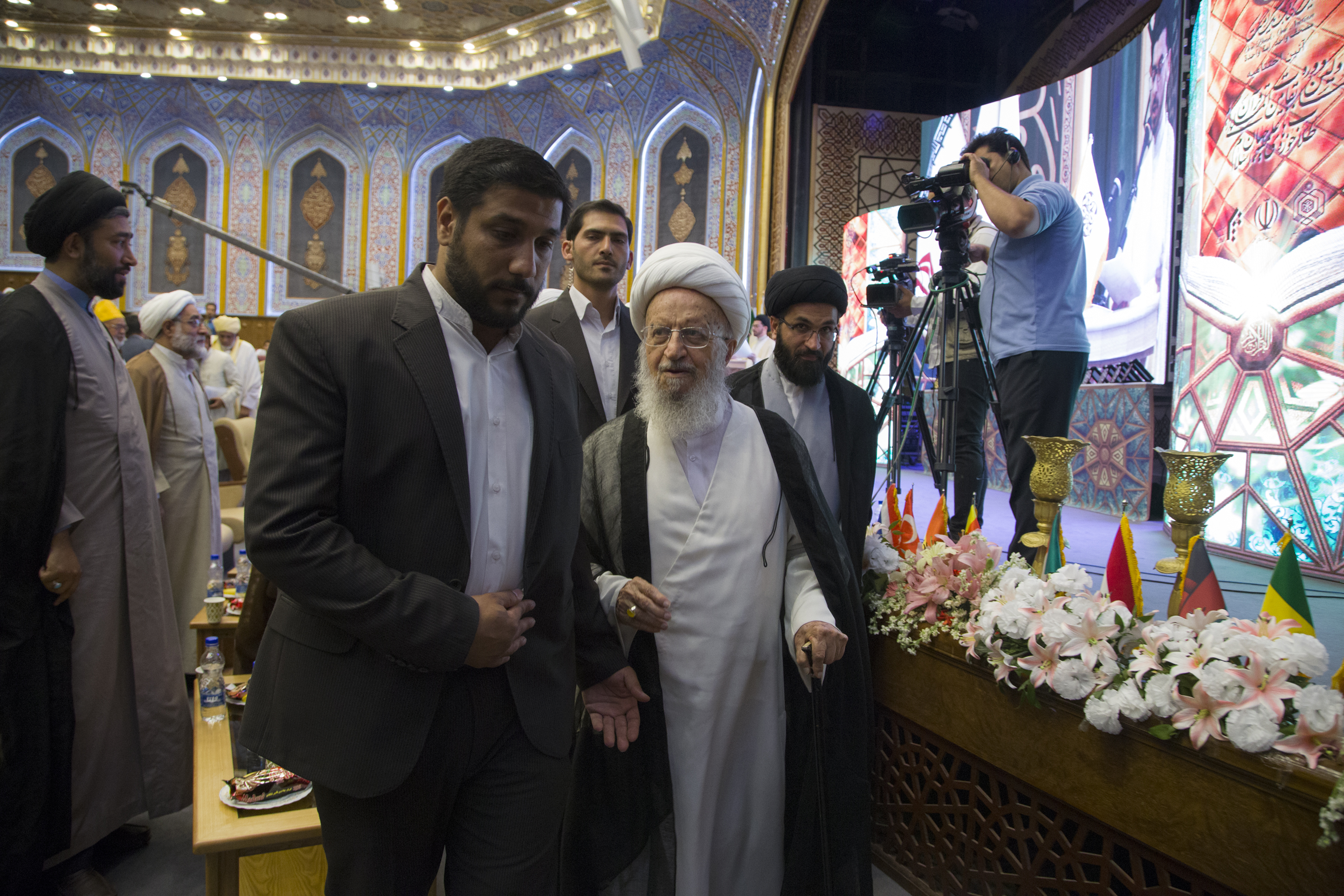
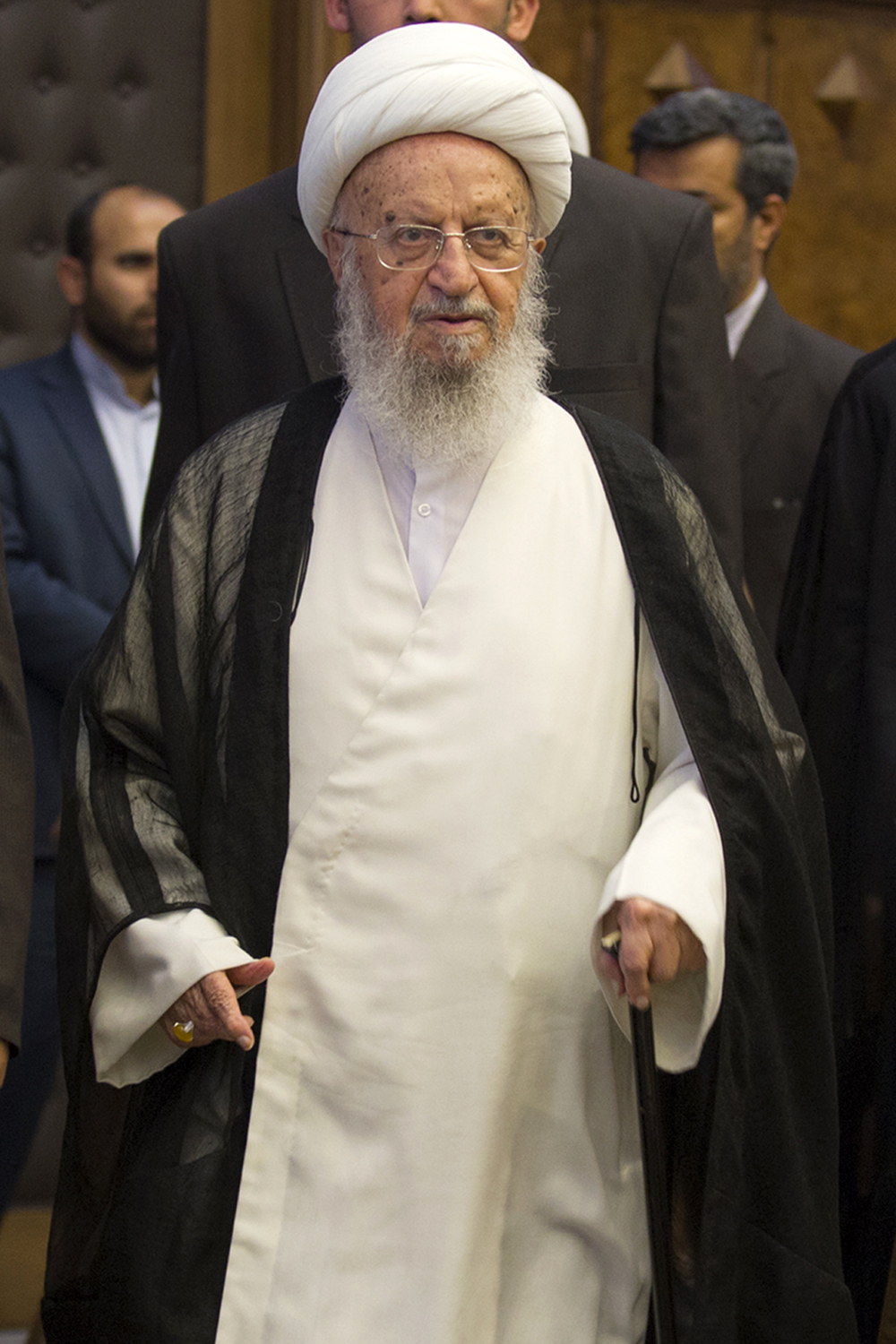
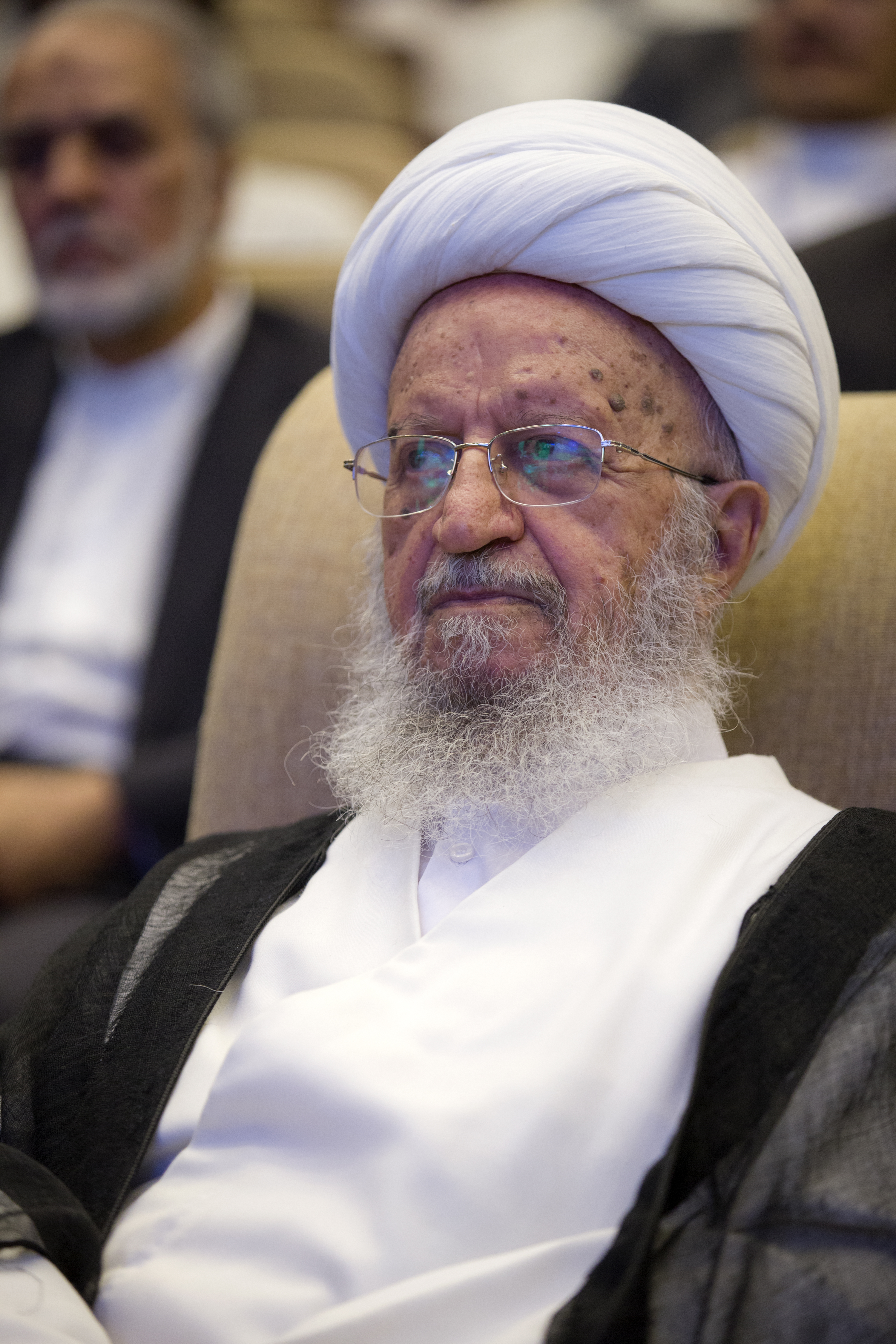
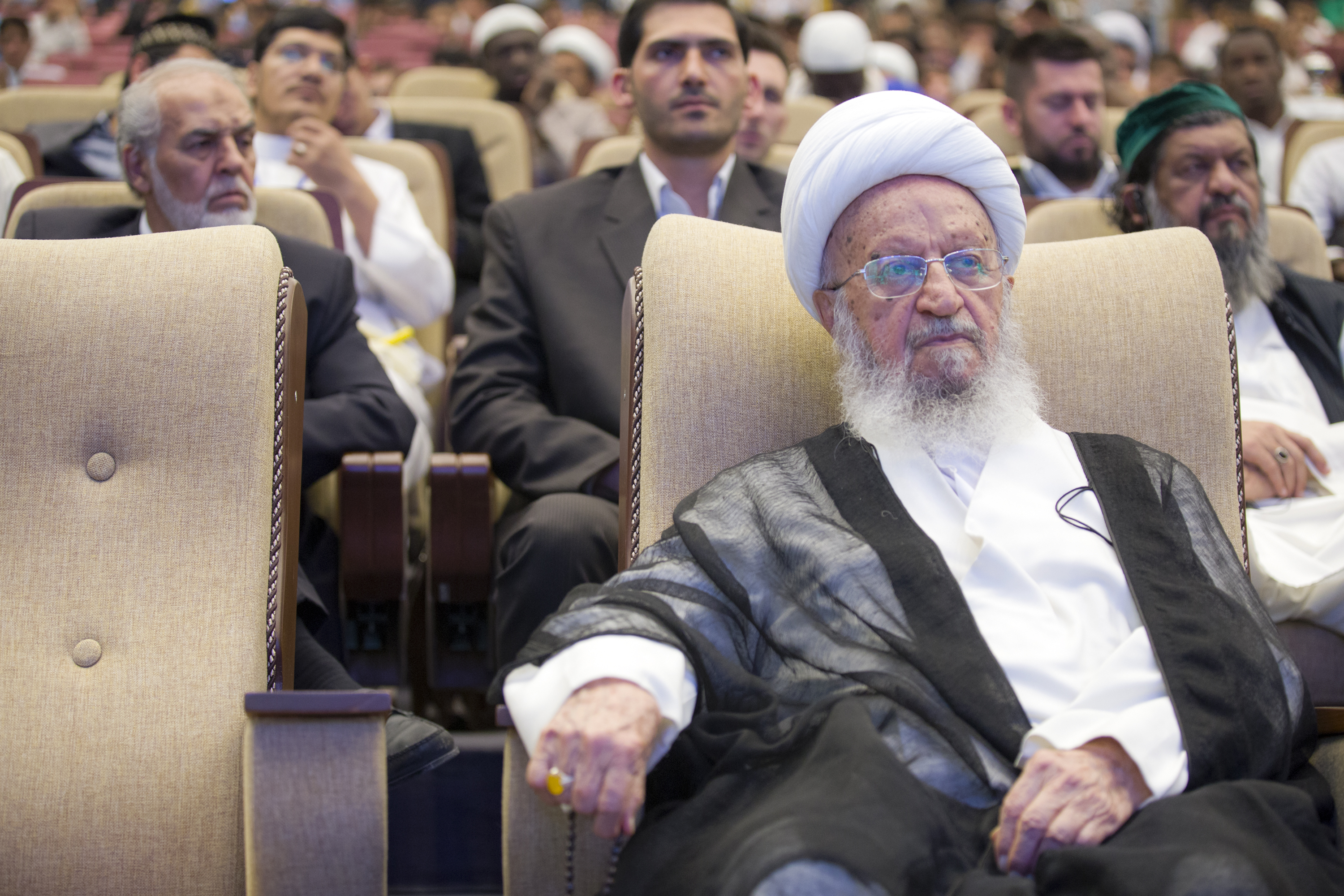
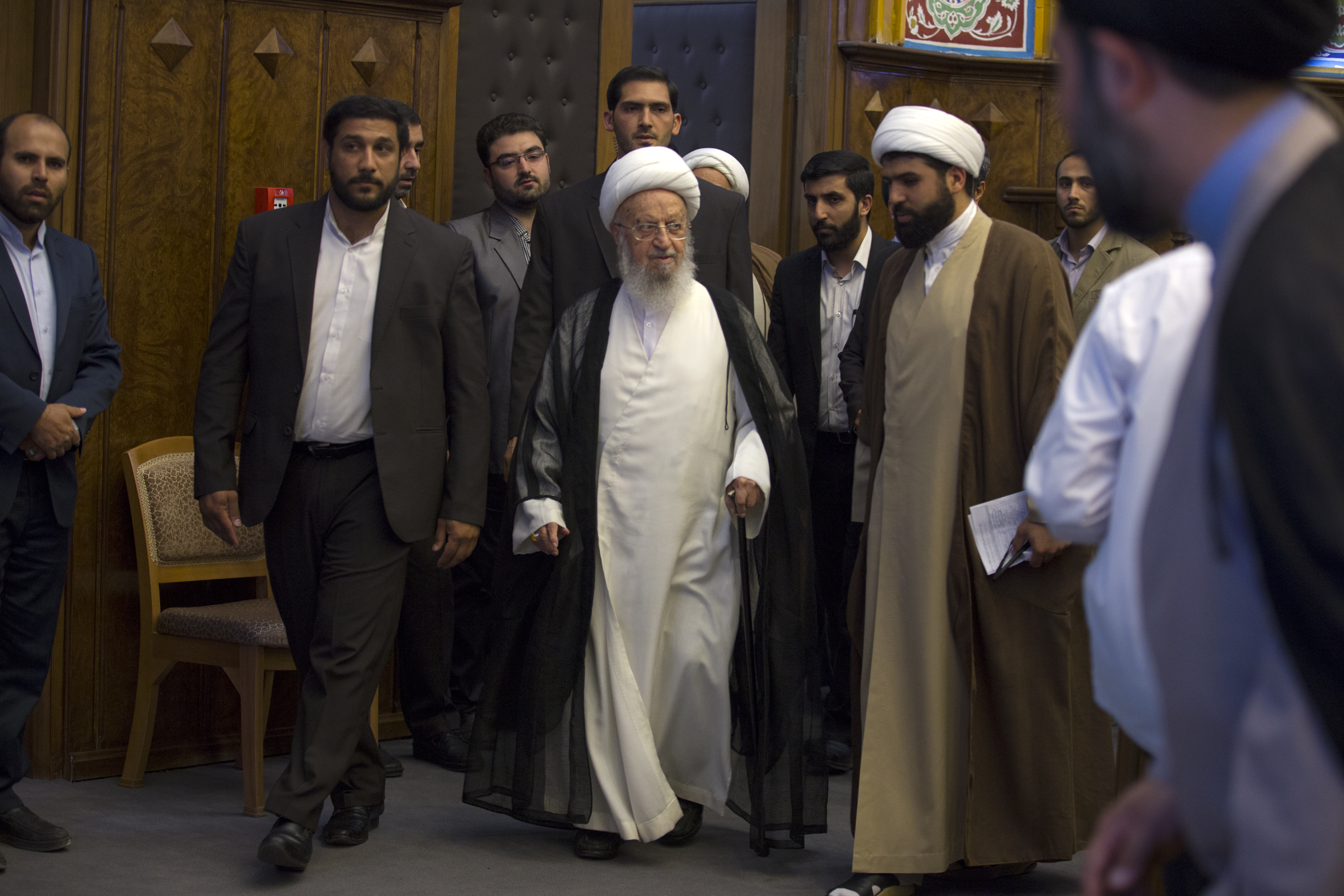
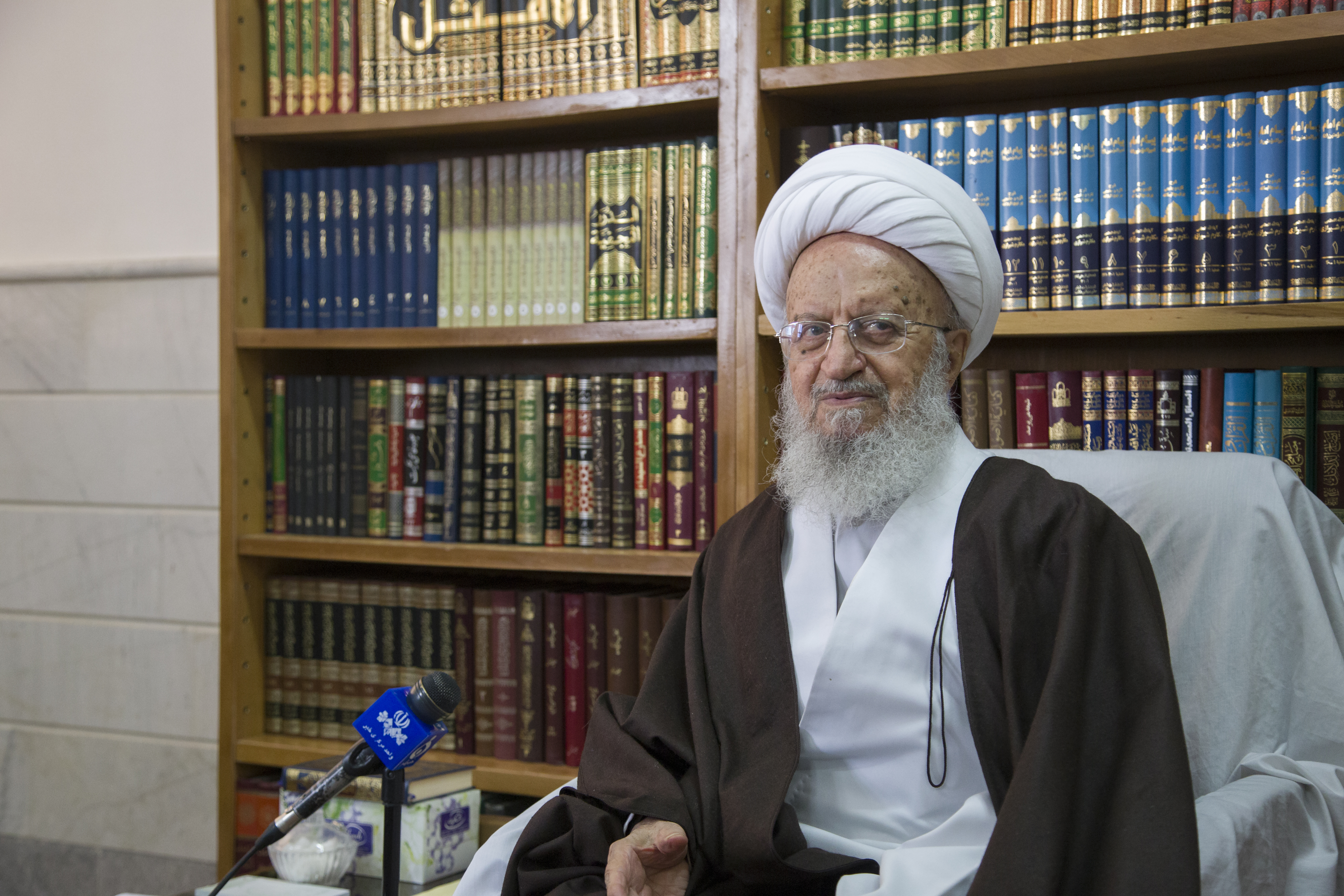
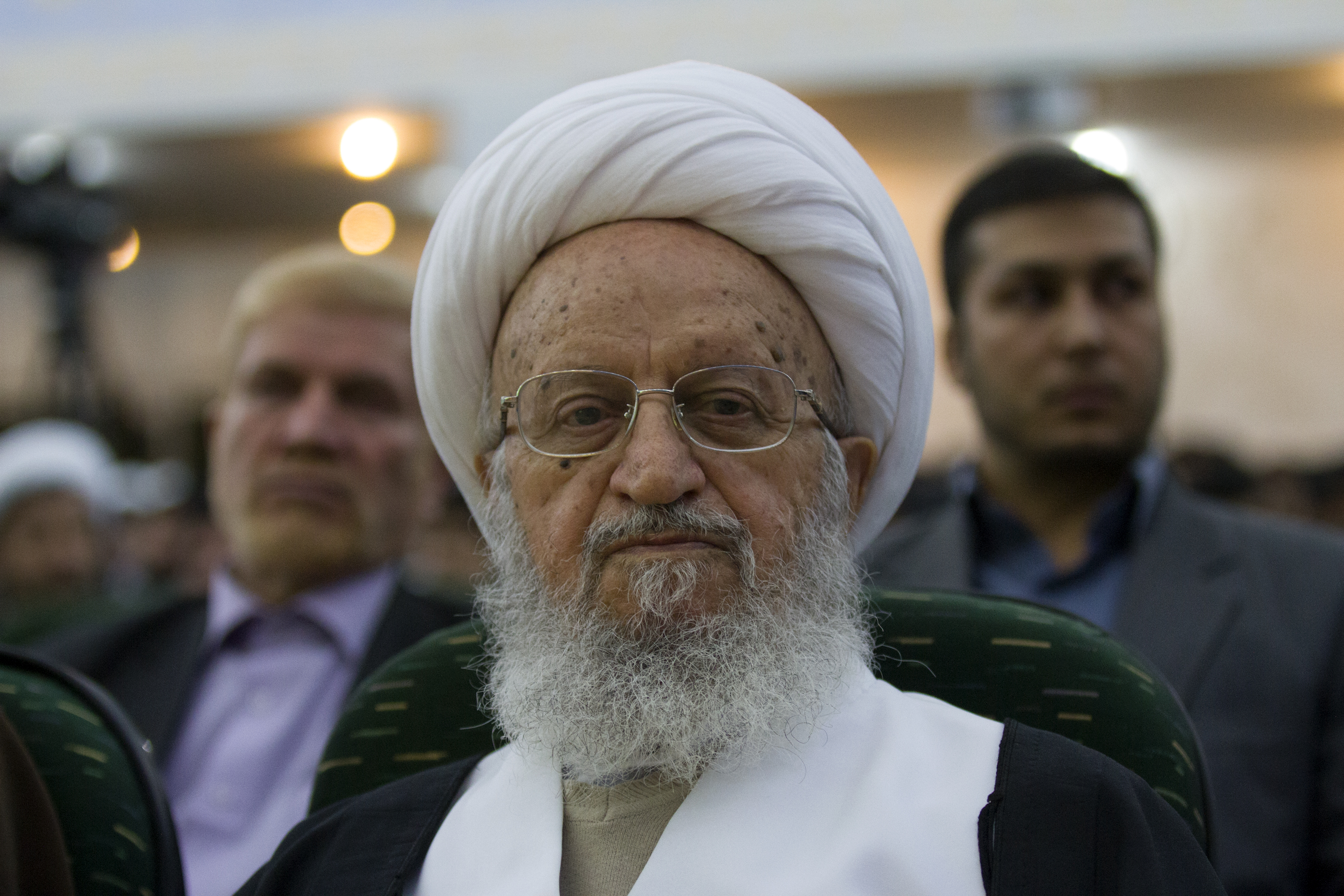
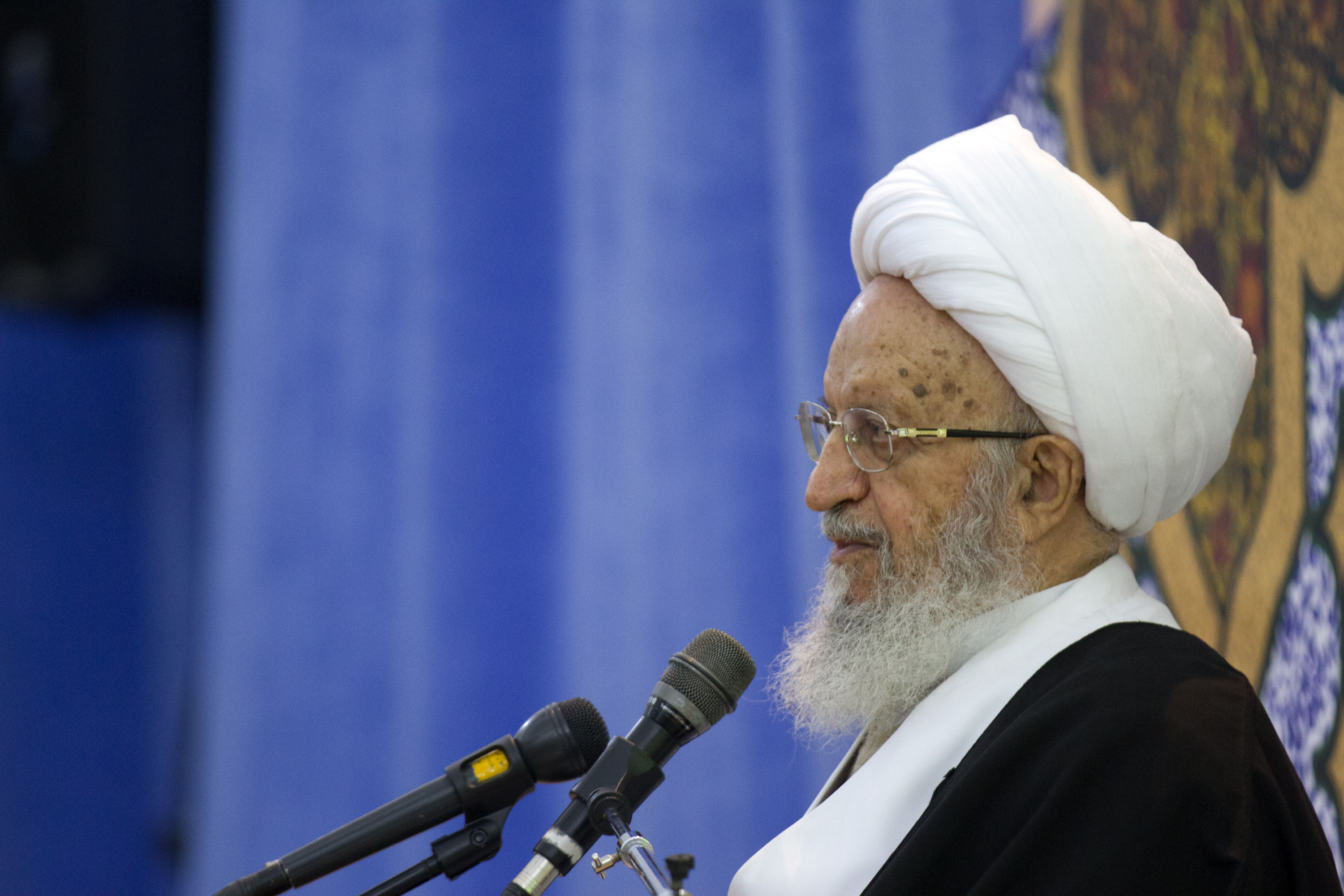
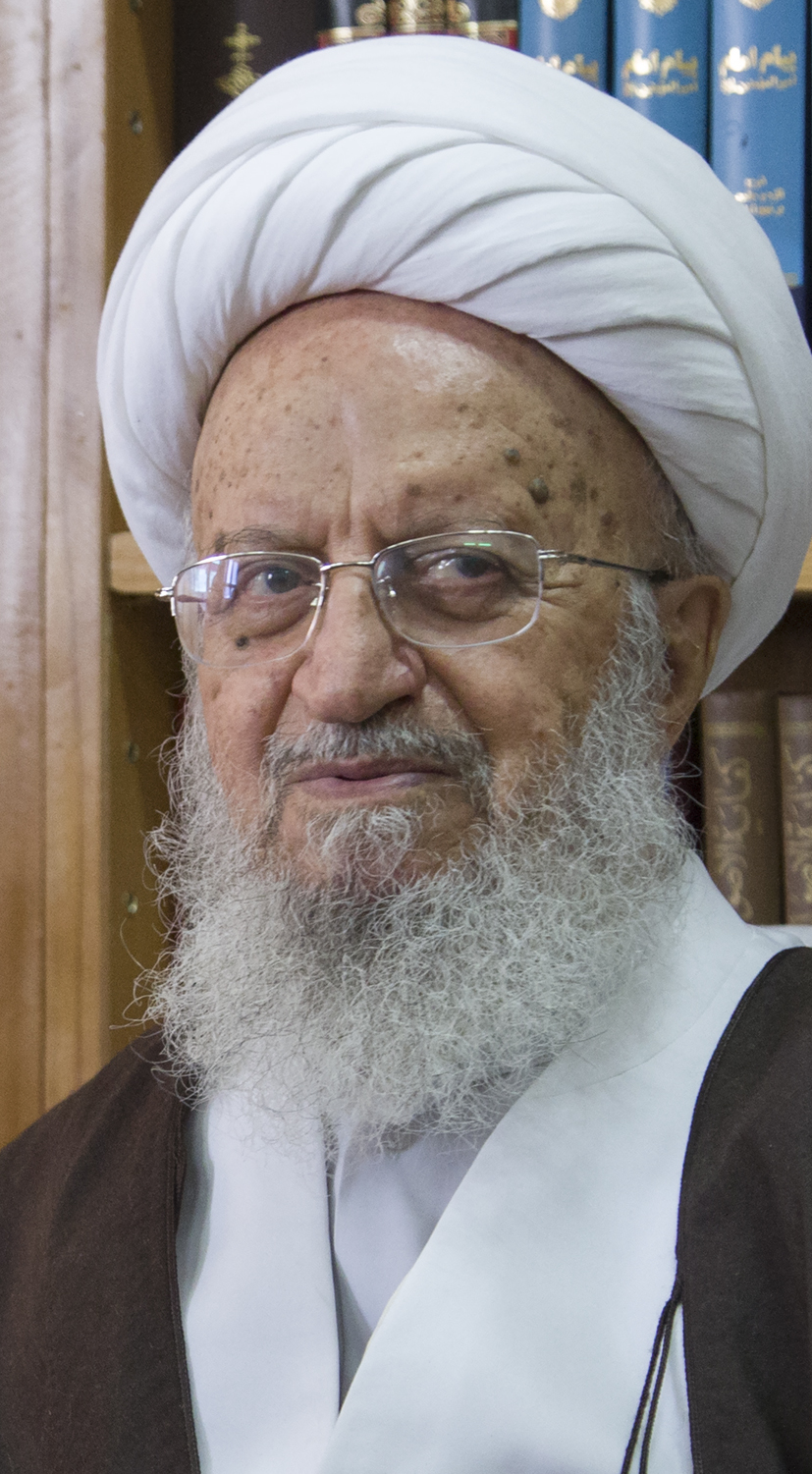
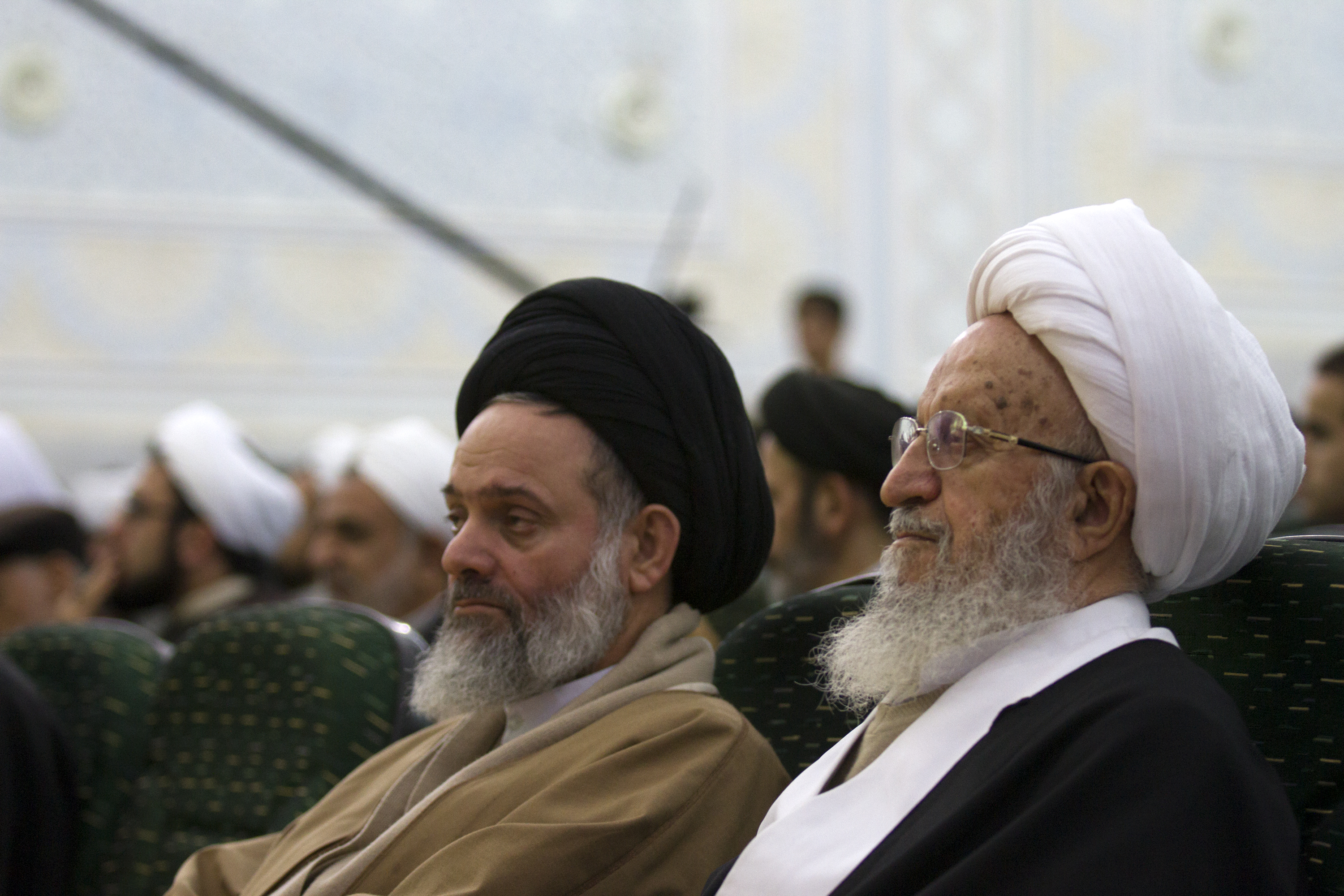
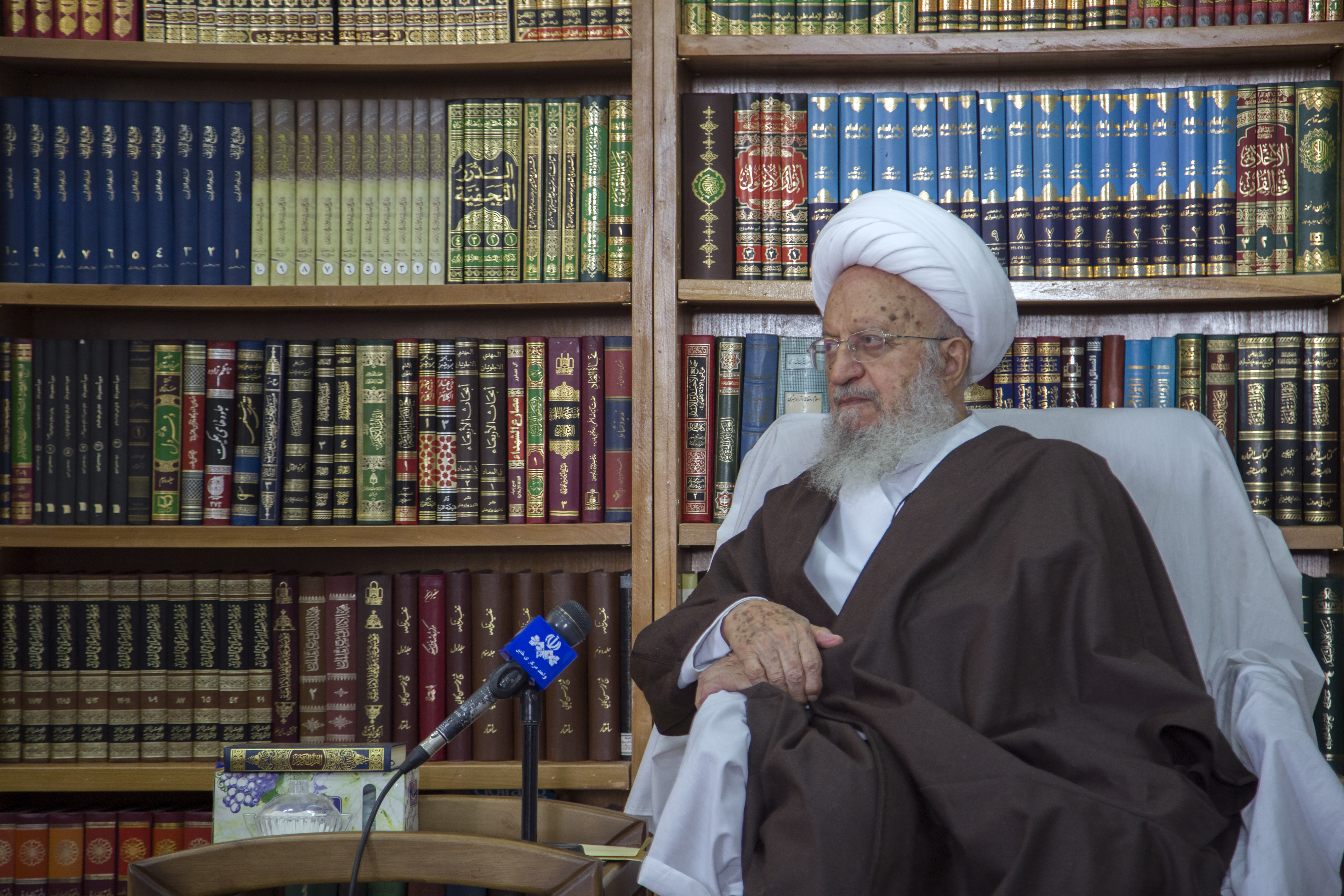
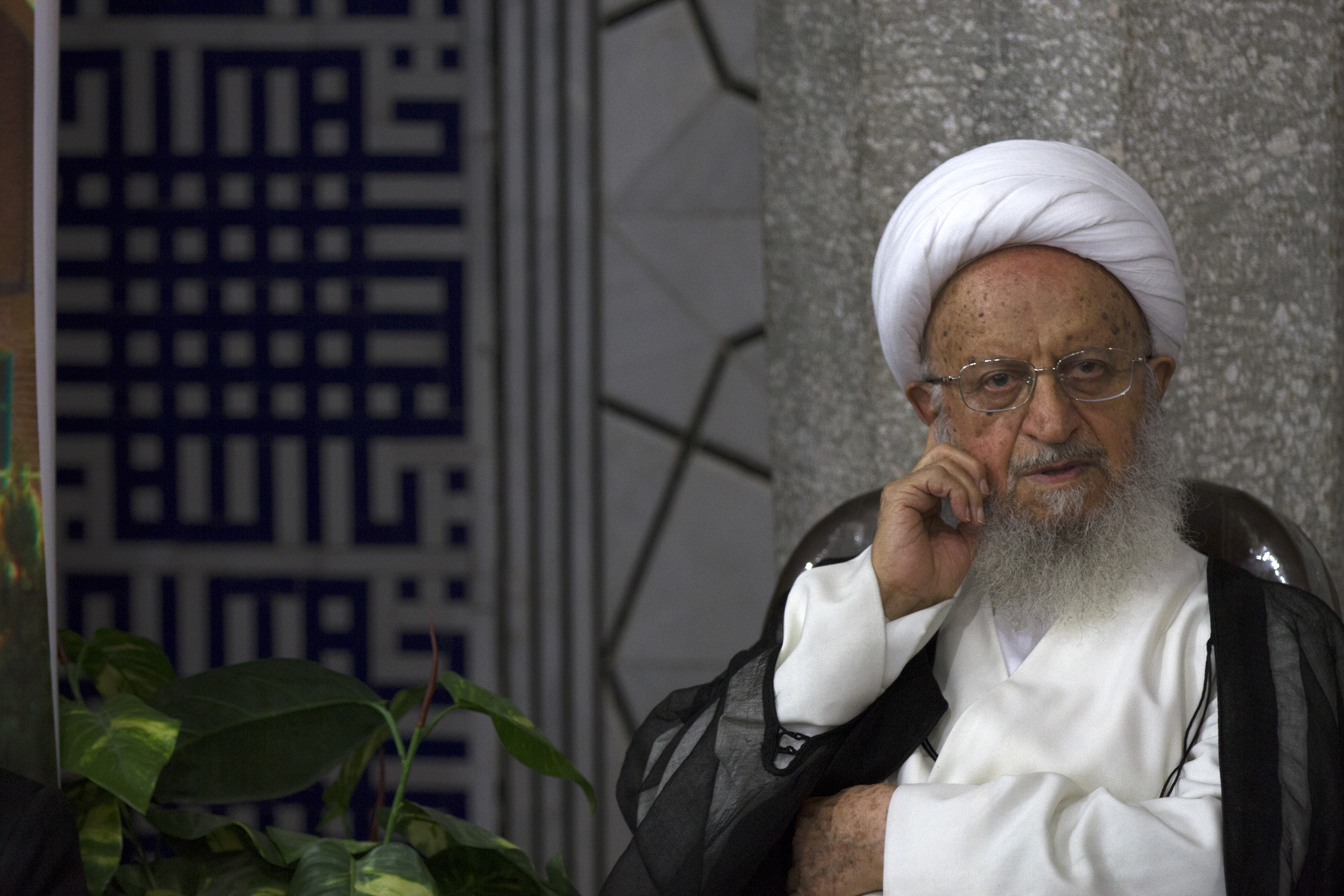